# Star Trek: Deep Space Nine (4. évad)
A következőkben a Star Trek: Deep Space Nine televíziós filmsorozat negyedik évadának epizódlistája olvasható. 
|  | Alább a cselekmény részletei következnek! |

## Negyedik évad
| No. | Cím | Eredeti cím                     |
| --- | --- | ------------------------------- |
| 73. | A harcos útja, I. rész [3/2] | The Way of the Warrior, Part I  |
| 73. | Miközben O'Brien és emberei az állomás védelmének megerősítésén dolgoznak, a biztonsági személyzet pedig Odo közreműködésével az 'Alapító vadászatot' gyakorolja, váratlan vendégek érkeznek a térségbe: egy egész klingon flotta. Sisko kissé aggódva igyekszik kideríteni, mit is akarnak, de csak mellébeszélést és általánosságokat kap válasz gyanánt. A kapitány végül talál valakit, aki áthidalhatja a klingonok és a Csillagflotta közötti kommunikációs szakadékot, mégpedig Worf személyében, aki az Enterprise megsemmisülése óta egy klingon kolostorban kereste a megvilágosodást. Worfnak hamarosan sikerül is kiderítenie, mire készülnek a klingonok: meg akarják támadni az Obszidián Rend pusztulását követően polgárháborúba süllyedt Kardassziát, mert úgy vélik, az ottani zűrzavart egy beszivárgott Alapító okozza. Sisko azonban inkább úgy látja, az Alapítók célja éppen az, hogy az Alfa Kvadráns népei egymással háborúzva legyengüljenek, és könnyű préda legyenek a Domíniumnak. Ezért szeretné megakadályozni a Kardasszia elleni inváziót, de nyíltan nem figyelmeztetheti a kardassziaiakat, mert akkor vége a föderációs-klingon szövetségnek. Azonban eszébe jut Garak, az állítólagos kardassziai ügynök… |                                 |
| 74. | A harcos útja, II. rész [3/3] | The Way of the Warrior, Part II |
| 74. | A kardassziaiak a Garakon keresztül hozzájuk eljuttatott figyelmeztetésnek köszönhetően viszonylagos sikerrel védekeznek a klingon támadás ellen. Worf, aki visszautasította Gowron azon kérését, hogy csatlakozzon hozzá a harcban, leszerelését fontolgatja, de Sisko az egyre éleződő klingon-föderácios viszony miatt egyelőre nem engedheti el. Sisko hamarosan úgy dönt, ki kell menteniük az újonnan alakult kardassziai civil kormányt a veszélyzónából, mert ha a klingonok megszállják Kardasszia Prime-ot, első dolguk lesz a kormánytagok kivégzése. Ezen tervében szövetségesre is talál Dukat, a politikai helyezkedés nagymestere képében, és egy kardassziai hajó, valamint a Defiant segítségével sikerül is az utolsó pillanatban átcsusszanniuk a blokádon. A klingonok azonban nem nézik jó szemmel a dolgot, és a kardassziai kormánynak menedéket nyújtó DS9-ra támadnak. A Domínium ellen felszerelt fegyverzet azonban jól vizsgázik, és részben a súlyos veszteségek, részben pedig Sisko érveinek hatására a klingonok visszavonulnak a Föderáció területéről, és beszüntetik Kardasszia megszállását is. Az addig elfoglalt kardassziai bolygókat azonban nem hajlandók újra elhagyni, ami pedig azt jelenti, hogy a továbbiakban potenciális fenyegetésnek kell tekinteni őket az Alfa Kvadráns egészére nézve. |                                 |
| 75. | A látogató | The Visitor                     |
| 75. | Az idős, magányosan élő Jake Siskóhoz egy viharos éjszakán különös látogató érkezik: egy fiatal nő, aki saját bevallása szerint író szeretne lenni, és annak okát kutatva kereste fel kedvenc íróját, hogy az miért hagyott fel az írással, már sok évvel azelőtt. Jake belekezd hát a történetbe, melyből kiderül, hogy mikor tizennyolc éves volt, egy baleset következtében elvesztette apját, és élete azután kizökkent korábbi menetéből. Valamivel később ugyanis megtudta, hogy Sisko kapitány nem halt meg a Defiant fedélzetén bekövetkezett balesetben, hanem kilökődött egy önálló szubtérszilánkba, ahonnan időről időre visszatér az ismert valóságba. Jake úgy döntött, nem nyughat, amíg meg nem menti téridőn kívül rekedt apját, és ezért feláldozta előbb írói karrierjét, majd házasságát, végül pedig, mikor felismerte az apját fogva tartó jelenség lényegét, kész életét is odaadni azért, hogy fiatalkori énjének ne kelljen teljesen árván, szeretett apja nélkül felnőnie. |                                 |
| 76. | Hittel, hűséggel | Hippocratic Oath                |
| 76. | A Gamma Kvadránsból egy tudományos kutatóútról visszatérő Bashir és O'Brien komoly dilemma elé kerül: siklójuk lezuhan egy bolygón, ahol egy csapat jem'hadarba botlanak, akiknek vezetője szeretne véget vetni emberei fehérketracel függőségének. Ő maga ugyanis már nem függ a szertől, és úgy véli, doktor Bashir épp megfelelő személy arra, hogy visszaadja embereinek, és ezzel közvetve az összes jem'hadarnak az Alapítók által elvett szabadságukat. A doktor hajlana a segítségre, ám hiába fáradozik, úgy tűnik, a jem'hadar vezér függőségének megszűnését valami ismeretlen tényező okozhatta. O'Brien viszont nem nézi jó szemmel a doktor erőfeszítéseit, mert úgy véli, a jem'hadar csak még veszélyesebb lesz, ha felszabadul a Domínium ellenőrzése alól, és inkább a szökést sürgeti. |                                 |
| 77. | Indiszkréció | Indiscretion                    |
| 77. | Kira hírt kap egy régi barátjától, egy egykori kardassziai rabszállító hajóval kapcsolatban, ami egy közös barátjukat szállítva tűnt el hat évvel korábban. Mivel az új nyom ígéretesnek tűnik, Kira útnak indulna, ám váratlan, és egyáltalán nem örömteli társaságot kap Dukat személyében, aki állítólag a kardassziai kormány megbízásából csatlakozott hozzá. Sikerül rábukkanniuk a lelőtt hajó maradványaira egy épphogy csak lakható bolygón, ahol néhány eltemetett holttestet is találnak. A sírok átvizsgálása közben Dukat elég furán kezd viselkedni, és Kira végül kiszedi belőle, miért jött valójában: még helytartósága idején beleszeretett egy bajori nőbe, és a kapcsolatukból egy gyerek is született. A megszállás végén Dukat, mivel Kardasszián már volt egy családja, és sem oda, sem Bajorra nem vihette szeretőjét és lányukat, egy semleges bolygóra akarta eljuttatni őket, de az ebben közreműködő hajót, azt, amit Kira keresett, megtámadták, és lelőtték, a nő pedig a jelek szerint közben meghalt. A lány, Ziyal, azonban még életben lehet, és Dukat, hogy megóvja kardassziai családját, meg akarja találni, és megölni őt. Kira megfenyegeti, hogy ő öli meg Dukatot, ha ilyesmivel próbálkozik, de segít neki a lány, illetve a hajó személyzetének életben maradt tagjainak felkutatásában. Meg is találják őket, egy breenek által felügyelt munkatáborban. Egy rögtönzött mentőakcióval kiszabadítják a bajori és kardassziai foglyokat, és Kirának az utolsó pillanatban sikerül lebeszélnie Dukatot eredeti tervéről, így a kardassziai úgy dönt, lesz ami lesz, magával viszi Ziyalt Kardassziára. Az állomáson közben Siskónak is magánjellegű gondjai támadnak, Yates ugyanis el akar fogadni egy állást, minek köszönhetően az állomásra költözhetne a kapitányhoz, Sisko azonban még nem érzi megfelelőnek az alkalmat egy ilyen lépéshez.                 |                                 |
| 78. | Régi láng | Rejoined                        |
| 78. | Egy trill tudóscsoport érkezik az állomásra, hogy a Defiant segítségével kipróbáljanak egy elméletet, mely alapján elvileg létrehozhatók féreglyukak mesterséges úton. A tudósok között van egy egyesített trill is, akinek szimbiótája annak idején egy olyan hordozóban volt, aki házasságban élt Dax egyik korábbi hordozójával. A trill társadalom szokásai azonban tiltják, hogy két szimbióta, akik korábbi életeik valamelyikében házasságban éltek, ismét közelebbi kapcsolatba lépjenek egymással, ám kérdéses, hogy Dax, és a másik szimbióta, akiknek hordozói egykor olthatatlan szerelmet éreztek egymás iránt, meg tudják-e állni az emberöltőkkel ezelőtti kapcsolat felelevenítését. |                                 |
| 79. | Kicsi zöld emberkék | Little Green Men                |
| 79. | Quark váratlan ajándékot kap unokatestvérétől: egy ferengi siklót. Rom legnagyobb meglepetésére Quark felajánlja, hogy elviszi őt, és Nogot a Földre, mivel a fiúnak úgyis épp most kell beiratkoznia a Csillagflotta Akadémiára. Az önzetlenség persze nem ok nélküli, Quark ugyanis egy csempészakciót próbál leplezni a kis kirándulással. A terv azonban visszaüt, mert a meglehetősen instabil csempészáru a Gaila unokatestvér által kissé 'megjavított' siklóval párosulva visszarepíti a három ferengit 1947-be, a Földre, egy Roswell nevű hely közelébe, ahol az amerikai hadsereg azonnal lecsap a 'marslakókra'. |                                 |
| 80. | Macska-egér játék | Starship Down                   |
| 80. | A Defiant a Gamma Kvadránsba indul, hogy Quark találkozhasson a karemmaiak képviselőjével, akik egy ideje a ferengik közvetítésével kereskednek a Föderációval, ám most sürgősen szeretnének tisztázni néhány vitás kérdést, amelyekről kiderül, hogy legfőképpen Quark 'közvetítésének' köszönhetők. A Domínium, ami eddig sem nézte jó szemmel a fennhatósága alá tartozó karemmaiak és a Föderáció kapcsolatát, megpróbálja megleckéztetni őket, és két jem'hadar hajót küld rájuk. A karemmai hajó egy gázóriás légkörébe menekül előlük, az első összecsapásban komolyan megsérült Defiant pedig követi őket, ahol halálos bújócska kezdődik a szenzorok számára szinte teljesen áthatolhatatlan gázkeverékben. |                                 |
| 81. | Kahless kardja | The Sword of Kahless            |
| 81. | A néhány éve az állomáson járt Kor visszatér, és ismét elsősorban Dax miatt érkezett. Az öreg klingon ugyanis hozzájutott egy térképhez, és egyéb adatokhoz, melyek nagy valószínűséggel Kahless kardjának rejtekhelyét jelölik. A legendás fegyver újra egységbe foghatná az utóbbi időben megint egyre inkább széthúzó klingon Házakat, megtalálójára pedig nagy dicsőséget, és hírnevet hozna. A helyzet úgy alakul, hogy végül Worf is csatlakozik a kutatáshoz, és sikerrel meg is találják a kardot. Azonban újabb ismerős bukkan fel a múltból, Toral a Duras Házból, aki szeretné magának megszerezni a kardot, hogy ismét hatalomhoz jusson általa. Ráadásul a kezdetben egymással elég jól kijövő Worf és Kor is egyre ellenségesebbek lesznek egymáshoz a kard vonzásában, Dax pedig egyre kétségbeesettebben igyekszik megakadályozni, hogy a két klingon egymás torkának essen, megkímélve ezzel Toralt attól, hogy neki kelljen a megölésükkel bajlódnia. |                                 |
| 82. | Bashir, a magányos ügynök | Our Man Bashir                  |
| 82. | Miközben doktor Bashir azon bosszankodik, hogy Garak hívatlanul betolakodott az egyik holoszobában futtatott huszadik század közepi kémregényébe, Kira, Dax, Worf és O'Brien egy konferenciáról tartanak hazafelé. A hajójuk szabotázs áldozata lesz, Odo és Eddington épphogy csak át tudják őket sugározni az állomásra, mielőtt az űrkompjuk megsemmisül. Azonban a robbanás következtében a transzporter is meghibásodik, és a transzportermintákat a megsemmisülés veszélye fenyegeti. Odo arra utasítja a számítógépet, hogy szabadítson fel annyi tárolóhelyet bárhol az állomás rendszereiben, ahol a mintákat biztonságban tárolni lehet. A rendszer teljesíti a parancsot, azonban az, hogy hová is került a négy személy transzportermintája, csak akkor derül ki, mikor Bashir meglepetten fedezi fel tiszttársait a holoprogram szereplőiként. És mivel a rendszer számára ők semmiben sem különböznek a többi hologramtól, rájuk nem vigyáz a biztonsági rendszer, és ha a program, idő előtt véget ér, mind a négyen örökre elvesznek. Így Bashir és Garak számára nem marad más lehetőség, mint úgy végigjátszani a programot, hogy mind ők, mind a történet szerinti ellenségeik képében megjelent tisztek egy darabban kerüljenek ki a nem minden izgalmat, és éles helyzeteket nélkülöző programból. |                                 |
| 83. | Hátország [2/1] | Homefront                       |
| 83. | Miközben a féreglyuk látszólag minden ok nélkül nyílik és csukódik már napok óta, Sisko aggasztó híreket kap a Földről: egy romulán-föderációs tárgyaláson bomba robbant, és minden jel arra utal, hogy a merénylő egy alakváltó volt. A kapitány és Odo, Sisko egykori felettese, Leyton admirális kérésére a Földre utaznak, hogy megerősítsék a Csillagflotta Főparancsnokság védelmét, ahol a kapitányt ideiglenesen a Csillagflotta biztonsági részlegének élére nevezik ki. Leyton, és a Földön zajló események, főként a bolygó teljes energiahálózata ellen elkövetett szabotázs végül meggyőzik Siskót, hogy rá kell vennie a Föderáció elnökét a rendkívüli állapot kihirdetésére, és a bolygó katonai felügyelet alá helyezésére. |                                 |
| 84. | Elveszett paradicsom [2/2] | Paradise Lost                   |
| 84. | Sisko, mivel néhány gyanús körülményre figyel fel a Föld energiarendszere elleni szabotázzsal kapcsolatban, Nog segítségével magánnyomozásba kezd az Akadémia kadétjai között. Kiderül, hogy a szabotázst nem az alakváltók, hanem egy 'Red Squad' nevű elit kadétcsoport követte el Leyton utasítására. Az admirális ugyanis meg van győződve arról, hogy a Föderációnak csak akkor van esélye a Domínium ellenében, ha a Csillagflotta veszi át az irányítást, és ezért az admirális a jelek szerint még egy polgárháborút is hajlandó volna kockáztatni, hacsak Sisko és Odo nem tudják a tényeket időben a Föderáció elnöke elé tárni. |                                 |
| 85. | Kereszttűz | Crossfire                       |
| 85. | Shakaar Bajor miniszterelnökeként az állomásra látogat, hogy megbeszélést folytasson a Föderáció képviselőivel Bajor felvételének meggyorsításáról. Odo ezzel egy időben kap figyelmeztetést arról, hogy merénylet készül a miniszterelnök ellen, ezért Worffal összefogva igyekszik a nap minden órájában biztosítani Shakaar védelmét. Azonban munkáját két dolog is nehezíti; mégpedig Shakaar kissé felelőtlen viselkedése, valamint hogy Kira egyre közelebb látszik kerülni Shakaarhoz. Ez utóbbi okozza a nagyobb gondot, ugyanis Odo féltékenysége egy idő után olyan méreteket ölt, hogy az ebből eredő figyelmetlensége kis híján Shakaar és Kira halálát okozza. |                                 |
| 86. | A kegyvesztett | Return to Grace                 |
| 86. | Kirának nem kis bosszúságára, Bajor képviselőjeként kell megjelennie egy konferencián egy kardassziai helyőrségen. És hogy az öröme teljes legyen, az őt odaszállító hajó kapitánya nem más, mint Dukat, akit lánya, Ziyal miatt lefokoztak, és egy személyszállító hajó kapitányává minősítettek vissza (a kardassziai társadalom elítéli a családon kívüli kapcsolatokat). Mikor célhoz érnek, kiderül, hogy a helyőrséget, a bajori és kardassziai delegáció minden tagjával együtt, elpusztította egy klingon hajó. Dukat szeretne szembeszállni velük, azt remélve, hogy ezzel újra a Központi Parancsnokság kegyeibe férkőzhet, ám hajója fegyverzete nem igazán veheti fel a versenyt a klingonokéval. Kira javaslatára azonban sikerül a helyőrség egyik fézerütegét beszerelni a hajóba, és az eleinte esélytelennek tűnő csata váratlan fordulatot vesz: Dukat néhány fős személyzetének Kira segítségével sikerül elfoglalnia a klingon hajót, fedélzeti számítógépében fontos klingon taktikai adatokkal. Azonban Dukat válaszút előtt áll: a kardassziai kormány igyekszik elkerülni a fegyveres konfliktust a klingonokkal, Dukat viszont szeretné kiűzni a megszállókat Kardasszia területéről, ezért végül, részben Kira érvelése miatt, a zsákmányolt hajóval útnak indul, hogy ellenállási mozgalmat szervezzen a hozzá hasonlóan gondolkodó kardassziaiak között. |                                 |
| 87. | Mogh fiai | The Sons of Mogh                |
| 87. | Worf testvére, Kurn, az állomásra érkezve azt kéri Worftól, hogy egy klingon szertartás végrehajtásával fossza meg életétől. Megtudjuk, hogy Gowron elkoboztatta a Mogh ház birtokait, és megfosztotta a családot a becsületétől, mivel Worf Kardasszia megszállása alatt nem volt hajlandó Gowron oldalára állni, így Kurn élete értéktelenné vált. Worf hajlik a kérés teljesítésére, de miután Dax és Odo meghiúsítják próbálkozását, igyekszik más lehetőséget keresni. Kira és O'Brien eközben a bajori űr határán időről időre bekövetkező titokzatos robbanások nyomait kutatják, és végül Kurn és Worf segítségével sikerül bizonyítékokat szerezniük arra, hogy a klingonok álcázott aknákat telepítettek Bajor köré, valószínűleg egy küszöbön álló invázió megkönnyítésére. Kurn életét végül sikerül megmenteni, kitörlik az emlékezetét és egy másik ház befogadja. |                                 |
| 88. | Bártestület | The Bar Association             |
| 88. | Rom és Leeta – miután Rom kis híján meghalt egy súlyos fülgyulladásban, mivel Quark nem engedte el orvoshoz munkaidőben – Bashir doktor egy óvatlanul elejtett megjegyzésén felbuzdulva szakszervezetet szerveznek a bár alkalmazottjai számára, és követeléseiknek sztrájkkal igyekeznek érvényt szerezni. Quark azonban nem enged, és erre a saját profitján kívül más oka is van: az ezzel kapcsolatos ferengi szabályok. Ezek megsértése miatt a Ferengi Kereskedelmi Hatóság hamarosan ki is küldi Quark nagy ellenfelét, Bruntot, hogy mihamarabb vessen véget a ferengi törvények szerint illegális sztrájknak. Brunt pedig, a tőle megszokott módon, a legkeményebb megoldásoktól sem riad vissza célja eléréséhez. |                                 |
| 89. | Hatalmi harc | Accession                       |
| 89. | Egy viharvert bajori napvitorlás lép ki a féreglyukból, fedélzetén egy kétszáz évvel korábban élt bajori költővel, aki úgy véli, hogy a régi bajori írások értelmében ő a Küldött. Sisko, akit mindig is zavart ez a 'vallási jelkép'-szerep, a legnagyobb örömmel mond le erről a kétes értékű megtiszteltetésről. Ám mikor Akorem, az új Küldött, a 'Próféták parancsára' és persze Kai Winn teljes támogatását élvezve megpróbálja visszaállítani Bajor régi kasztrendszerét, és ezzel nemcsak teljes káoszt okoz a bolygón, hanem Bajor föderációs felvételét is veszélybe sodorja, Sisko úgy dönt, ideje megkérdezni a Prófétákat arról, hogy ők kettejük közül kit szántak valójában Küldöttnek. |                                 |
| 90. | Tárgyalás | Rules of Engagement             |
| 90. | A Klingon Birodalom Worf kiadatását kéri azért, mert miközben a korvettkapitány a Defianttal egy kardassziai orvosi ellátmányt szállító konvojt védelmezett klingon hajóktól, állítólag szándékosan megsemmisített egy, a csatatérre keveredett civil klingon személyszállítót. Sisko természetesen nem hagyja ennyiben a dolgot, és Odóval együtt igyekeznek az ügy végére járni, még mielőtt Csillagflotta kiadatási pere a végéhez érne, és Worfot át kellene adni a klingonoknak. Végül kiderül, hogy Worf hibázott ugyan a tűzparancs kiadásában, ám a megsemmisített hajón senki sem tartózkodott, az csak egy kimódolt csapda volt, amivel a klingonok szerették volna erkölcsileg megsemmisíteni a Csillagflotta egyetlen klingon származású tisztjét, és ezzel tovább élezni a klingon-föderációs viszonyt. |                                 |
| 91. | Embernek maradni | Hard Time                       |
| 91. | O'Brien fölöttébb kellemetlen úti emlékkel tér haza a Gamma Kvadráns egyik bolygójáról: miután megvádolták, és elítélték kémkedés vádjával, húszévnyi börtönbüntetés emlékeit ültették a memóriájába egy különleges módszerrel. A főmérnök, visszatérve az állomásra, csak nehezen találja meg újra a helyét, elfordul korábbi barátaitól, sőt, a családjától is, a börtönben 'eltöltött' időszakról pedig senkinek sem hajlandó beszélni. Volt cellatársa, egy Ee'char nevű humanoid, visszatérő hallucinációk során kísérti, és O'Brien végső kétségbeesésben már az öngyilkosság gondolatáig jut. |                                 |
| 92. | Széttört tükör | Shattered Mirror                |
| 92. | A tüköruniverzumból származó Jennifer Sisko azzal keresi fel Sisko kapitányt, hogy segítsen a terrai lázadóknak végleg megszabadulni a Szövetség elnyomása alól. Mikor a kapitány nem áll kötélnek, végül Jake-et csalja át a tükör túloldalára, azt remélve, hogy Sisko követni fogja a fiát. A terv beválik, végül a kapitány is átlép a tükrön, és eleinte ugyan vonakodva, de beleegyezik, hogy segít felkészíteni a Defiant ottani változatát a küszöbön álló csatára. Megkezdődik a versenyfutás az idővel, amiben nemcsak a közeledő Szövetségi flotta, hanem az Intendánsnő, és az állomáson maradt hű támogatói is fenyegetést jelentenek az állomást védelmező felkelők számára. |                                 |
| 93. | A múzsa | The Muse                        |
| 93. | Jake megismerkedik egy különös nővel, akinek saját bevallása szerint a művészek a gyengéi. A nő elmondja Jake-nek, hogy tud néhány módszert a tehetség kibontakoztatására, Jake pedig úgy érzi, itt a lehetőség, hogy elkezdje megírni első regényét. A nőt azonban a jelek szerint nem pusztán csak a jó szándék vezérli, mert bár Jake ugyan remekül halad a regénnyel, közben egyre gyengül, és végül a gyengélkedőn köt ki, ahol Bashir megállapítja, hogy pszichikai energiát vonnak el tőle. Jake titokzatos múzsája nem az egyetlen 'problémás' nővendég az állomáson, Lwaxana Troi is itt van, Odónál keresve menedéket férje elől, aki népe szokásai értelmében el akarja venni tőle születendő gyermeküket. Odo végül olyan megoldást talál a problémára, amivel nem csak barátait, de még saját magát is alaposan meglepi: elveszi feleségül Troit, hogy így ő rendelkezhessen a születendő gyerek sorsa fölött. |                                 |
| 94. | Árulások | For the Cause                   |
| 94. | Egy szállítmány ipari replikátor tart a kardassziai kolóniákra az állomáson át, ezért Sisko megszigorítja a biztonsági intézkedéseket. Ennek eredményeképpen derül ki, hogy valószínűleg egy Maquis-tag tevékenykedik az állomáson, aki a jelek szerint nem más, mint Kasidy Yates. Sisko kétkedve fogadja a hírt, ám a Kasidy hajóját követő Defiant azzal a hírrel tér vissza, hogy Yates valóban ellátmányt szállít a Maquisnak. Végül a kapitány maga indul útnak a Defianttal, hogy személyesen legyen tanúja egy ilyen találkozónak. A találkozó elmarad, és hamarosan kiderül, hogy mindez csak csapda volt: bár Yates valóban Maquis-szimpatizáns, őt csak felhasználták arra, hogy Siskot eltávolítsák az állomásról, hogy a parancsnok távollétében Eddington, aki valóban a Maquis tagja, eltéríthesse a Cardassiának szánt replikátorokat a Maquis rejtekhelyeire, a Badlandsbe. |                                 |
| 95. | Mindhalálig | To the Death                    |
| 95. | A rendfenntartó akcióról hazatérő Defiant legénységének azt kell látnia, hogy távollétükben az állomást támadás érte. Kira arról tájékoztatja Siskót, hogy a támadók jem'hadarok voltak, akik nagy mennyiségű alkatrészt vittek magukkal. A Defiant a támadók nyomába ered, és a Gamma Kvadránsban egy sérült jem'hadar hajóra bukkan, fedélzetén hat jem'hadarral, és egy Weyoun nevű vortával. Weyoun elmondja, hogy az állomást lázadó jem'hadarok támadták meg, akik egy, a Gamma Kvadránsban levő iconiai Átjáró megjavításán dolgoznak, hogy annak segítségével átvehessék a hatalmat a Domínium, később pedig az Alfa Kvadráns fölött is. Sisko, vonakodva ugyan, de beleegyezik, hogy segít Weyounnak és kísérőinek elpusztítani az Átjárót, és – mielőtt még túl késő volna – leszámolni a lázadó jem'hadarokkal. Eközben a szemben álló felek megtudnak néhány dolgot a másik fél gondolkodásmódjáról, elveiről, életéről, és haláláról. |                                 |
| 96. | Végső stádium | The Quickening                  |
| 96. | A Gamma Kvadránsban biológiai felméréseket végző Kira, Dax és Bashir egy segélykérő jelre bukkannak. Az üzenet egy lerombolt bolygóról érkezik, amelyek lakóit egy halálos betegség tizedeli. Bashir, miközben megkezdi a betegség vizsgálatát, megtudja, hogy azzal a Domínium fertőzte meg a csatlakozást visszautasító bolygó lakóit, miután a jem'hadar lerombolta a városokat, és a fejlett infrastruktúrát. Mivel a betegség gyógyíthatatlan, és kínok közt öl, az itteniek inkább a gyors halált választják, mikor a kór az utolsó stádiumba lép. Bashir viszont meg van győződve arról, hogy van gyógymód. Először azonban kudarcot vall, és az önkéntes alanyaival szörnyű kínok közepette végez a szinte tökéletesre tervezett mesterséges vírus. A doktor azonban hamarosan összeszedi magát a csapás után, és egyetlen életben maradt segítőjével, egy fiatal, terhes nővel dolgozik tovább. Azonban minden erőfeszítése hiábavalónak tűnik, végül már csak azon fáradozik, hogy a nő legalább gyermeke születését megérhesse. Sikerrel jár, és mielőtt segítője alig valamivel a szülés után meghal, azt még megtudhatja, hogy gyermeke teljesen egészséges, Bashir kezelésének következtében természetes védettség alakult ki benne a kór ellen. Bashir végül egy ottani gyógyítóra bízza a feladatot: oltsanak be minden terhes nőt a kidolgozott ellenszerrel, és így a következő nemzedéknek már nem kell a Domínium bosszúját szenvednie. |                                 |
| 97. | Testrészek | Body Parts                      |
| 97. | A Ferenginarról hazatérő Quark meglehetősen kétségbe van esve, orvosa ugyanis egy gyógyíthatatlan, halálos betegséget diagnosztizált nála, már csak napok vannak hátra az életéből. A ferengi igyekszik mindent elrendezni, főleg anyagi téren, ám mivel nincs elég pénze minden adóssága törlesztésére, előre áruba bocsátja a halála után majd porításra kerülő testét, hogy az így nyert összegből rendezze adósságait. Kap is egy megdöbbentő ajánlatot, ötszáz rúd latinumot, amit persze azonnal elfogad. A következő napon azonban megtudja, hibás volt a diagnózis, nem fog meghalni. Quark kész volna visszafizetni az ötszáz rudat a névtelen adományozónak, az azonban nem hajlik a dologra. Nem is véletlenül, ugyanis kiderül, az állomásra érkező Brunt volt az, aki megvette Quark földi maradványait, és a szerződés értelmében, ami a ferengik közt szent dolognak számít, el akarja vinni a megvásárolt árut. Quark először úgy érzi, nem szegheti meg a szerződést, ám részben Rom, részben egy furcsa álom ráébreszti, ő már korántsem annyira ferengi, mint amennyire szeretne lenni, és fontosabb dolgok is vannak a világon, mint egy ostoba szerződés mindenáron történő betartása. Így megszegi a szerződést, mire Brunt a ferengi törvények értelmében mindenét elkoboztatja. Ám az élet nem áll meg, mert Quark barátai 'összedobják' a bár üzemeltetéséhez szükséges holmikat. Az O'Brien család szintén krízishelyzetet él át, a Gamma Kvadránsból visszatérő Kira, Bashir, és Keiko hajóját ugyanis megtámadják, O'Brien felesége megsérül, és Bashirnak át kell helyeznie Keiko gyermekét Kira méhébe, hogy az életben maradhasson. Mivel azonban a műtét bizonyos komplikációk miatt nem visszafordítható, így az őrnagynak kell kihordania a születendő O'Brien-gyermeket, és ez természetesen komoly változásokat jelent majd mind az O'Brien család, mind Kira életében. |                                 |
| 98. | Megszakadt lánc [2/1] | Broken Link                     |
| 98. | Odo váratlanul megbetegszik, az okra, amiért az alakváltó egyre nehezebben tudja fenntartani humanoid formáját, Bashir nem tud fényt deríteni, abban azonban biztos, hogy a jelenségnek végzetes következménye lehet Odóra nézve, ha nem tesznek gyorsan valamit. Egyetlen lehetőség kínálkozik: vissza kell vinni Odót fajtársaihoz, ők talán ismerik a gyógymódot. A Gamma Kvadránsba Odóval a fedélzetén megérkező Defiantot számos jem'hadar hajó, és a már jól ismert női Alapító fogadja, akitől Odo megtudja, ők idézték elő a betegségét, hogy ezzel mintegy 'hazakényszerítsék' a Nagy Kötelékbe, ahol ítélkezhetnek fölötte egy fajtársa megölése miatt, amire eddig még nem volt példa az Alapítók történetében. Odót végül büntetésből megfosztják alakváltó képességétől. Amikor a Defiant, fedélzetén az immár 'szilárd' Odóval hazaérkezik, újabb nehézségekkel szembesülnek: a Klingon Birodalom, mely egy ideje már követelte a Föderáció kivonulását az Arkanis rendszerből, tíznapos ultimátumot intézett a Csillagflottához a rendszer elhagyására, mely idő lejárta után minden föderációs hajóra tüzet nyitnak. Az állomás főtisztjei döbbenten, és kissé értetlenül fogadják a váratlan fordulatot, Odo azonban úgy véli, a Nagy Kötelékben töltött idő alatt fajtársai akarata ellenére megtudott valamit: Gowron valójában egy alakváltó, és a Domínium igyekszik ezzel a lépéssel egymás ellen hangolni a Föderációt és a Klingon Birodalmat. |                                 |